# Saint-David (Dominique)
Pour les articles homonymes, voir Saint-David (homonymie) et David.
Saint-David est l'une des dix paroisses de la Dominique.
La communauté la plus peuplée est Castle Bruce (1 653 habitants)[Quand ?].  Le chef-lieu est Rosalie, située sur la rivière du même nom.

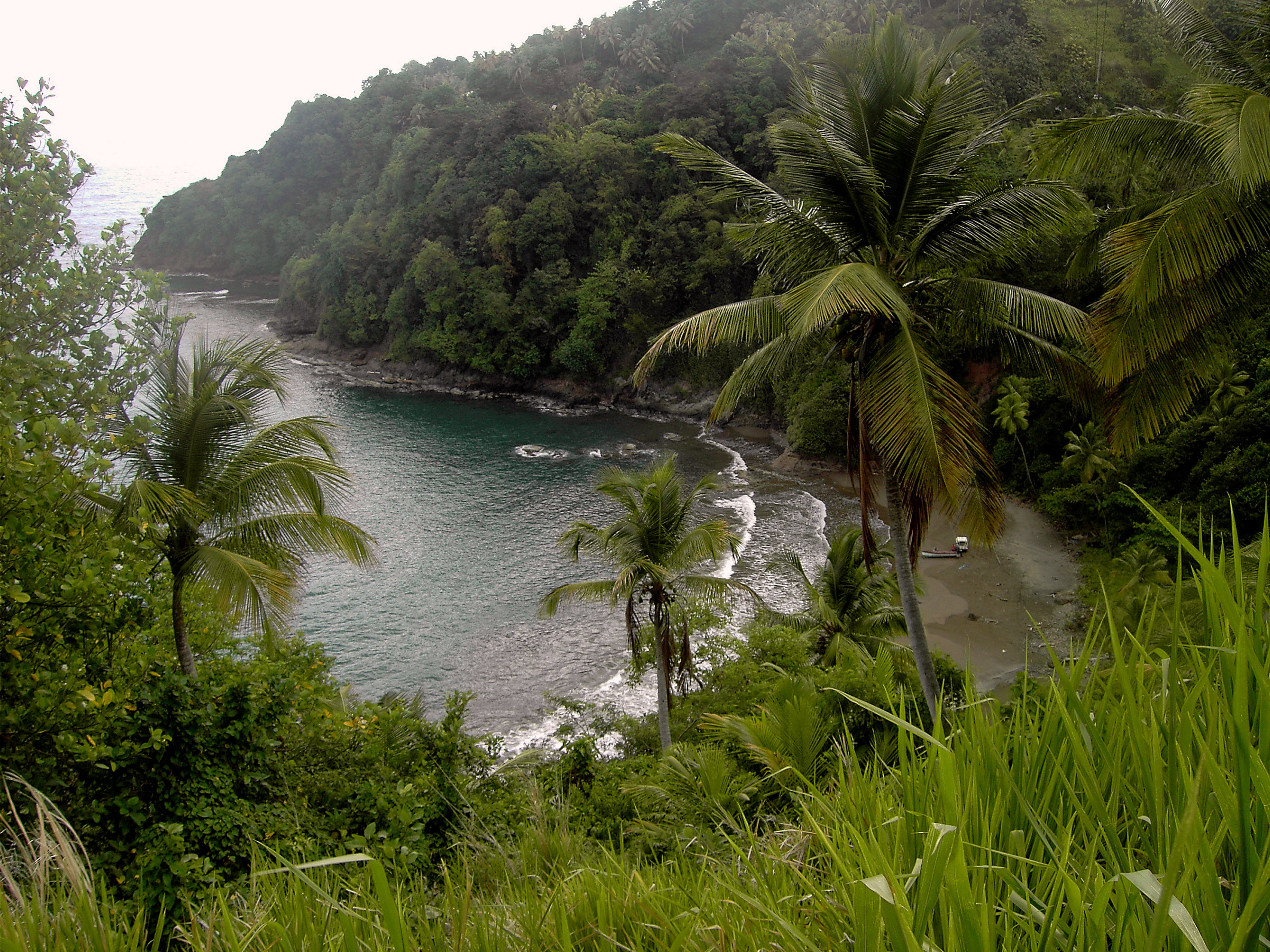
Côte du territoire des Caraïbes

C'est dans cette paroisse que se trouve le Territoire Kalinago, réserve des peuples indigènes caraïbes. 